# Conquest of the Planet of the Apes
Conquest of the Planet of the Apes is een Amerikaanse sciencefictionfilm uit 1972 onder regie van J. Lee Thompson. Het is het derde vervolg op Planet of the Apes uit 1968, na Beneath the Planet of the Apes (1970) en Escape from the Planet of the Apes (1971). De hoofdrollen worden vertolkt door Ricardo Montalbán, Roddy McDowall en Hari Rhodes.

## Verhaal
Het is 1991 en de wereld is veranderd. Een virus heeft alle honden en katten uitgeroeid, waarna mensen apen als huisdier zijn gaan nemen en ze op grote schaal zijn gaan trainen voor huishoudelijk werk. Amerika is een politiestaat geworden en de mensapen worden als slaven gebruikt. 
Milo, de zoon van Cornelius en Zira, is nu volwassen en werd opgevoed door Armando. Armando neemt hem voor het eerst mee naar een stad, om reclame te maken voor het circus. Voor het eerst ziet Milo wat voor wreedheden zijn soort moet doorstaan en aan het einde van de dag uit hij zijn gevoelens door You lousy human bastards! te schreeuwen. Hiermee verraadt hij per ongeluk dat hij een van de slimme apen is die in de vorige film naar de aarde waren gekomen. Armando en Milo moeten vluchten. 
Later gaat Armando naar de autoriteiten om ze ervan te overtuigen dat hij de woorden heeft geschreeuwd, niet Milo. Ze geloven hem echter niet en hij wordt in hechtenis genomen. Voor Milo zit er dan niets anders op dan zich aan te sluiten bij een scheepslading van apen. Hij wordt naar Apenbeheer gebracht en werkt het hele lesprogramma in een recordtijd af. Hij wordt verkocht aan de gouverneur, Jason Breck. Milo mag hier zijn eigen naam kiezen, en duidt Caesar aan. Caesar verneemt dat Armando is gestorven bij een vluchtpoging en verliest zo zijn vertrouwen in de mens volledig. Niets houdt hem meer tegen om de apen te organiseren tot een bloedige opstand. Hij leert zijn medeapen vechten en wapens verzamelen. Hun eerste doelwit is Apenbeheer, waar ze met gemak de bewakers en politie overmeesteren. Breck wordt gevangen en staat op het punt geëxecuteerd te worden, wanneer een apin, Lisa genaamd, ingrijpt. Caesar begrijpt waar ze op aanstuurt en beveelt de apen Breck te sparen. Ook al hebben ze vandaag de overwinning behaald en zullen de mensen spoedig slaven van de apen zijn, dan nog kunnen de apen zich best af en toe genadig tonen tegenover hen.

## Rolverdeling
| Acteur            | Personage   |
| ----------------- | ----------- |
| Roddy McDowall    | Caesar      |
| Ricardo Montalbán | Armando     |
| Don Murray        | Jason Breck |
| Hari Rhodes       | MacDonald   |
| H.M. Wynant       | Hoskyns     |
| Severn Darden     | Kolp        |
| Natalie Trundy    | Lisa        |
| Joyce Haber       | Zelda       |
| Asa Maynor        | Mrs. Riley  |

## Achtergrond
Scenarioschrijver Paul Dehn, die ook aan de andere films had meegewerkt, wilde met deze film de cyclus voltooien. Het einde van Conquest of the Planet of the Apes zou volgens hem prima aansluiten op de eerste film en zo de cirkel van gebeurtenissen voltooien. 
Conquest of the Planet of the Apes  is de enige van de originele Planet of the Apes-films die is opgenomen in Todd-AO 35. 
De film zou aanvankelijk eindigen met dat Caesar het verzoek om Beck te sparen negeert en hem dood laat slaan door de andere apen. Bij een voorvertoning bleek het testpubliek dit einde af te keuren, waarna het scenario werd herschreven naar een versie waarin Caesar Beck wel spaart. Tevens hoopten de producers met dit aangepaste einde de film een G-rating te laten krijgen van de MPAA, maar deze gaf de film toch een PG-rating.
De film diende deels als basis voor het verhaal van Rise of the Planet of the Apes uit 2011, die eveneens toont hoe de apen onder leiding van een chimpansee genaamd Caesar hun opstand beginnen.